# Chemin de fer électrique de Bruxelles-Tervueren
Le Chemin de fer électrique de Bruxelles-Tervueren (BT) a fonctionné entre 1930 et 1958 dans la province de Brabant en Belgique. Il reprenait l'infrastructure de la ligne de Bruxelles à Tervueren ouverte entre 1881 et 1882.

## Histoire

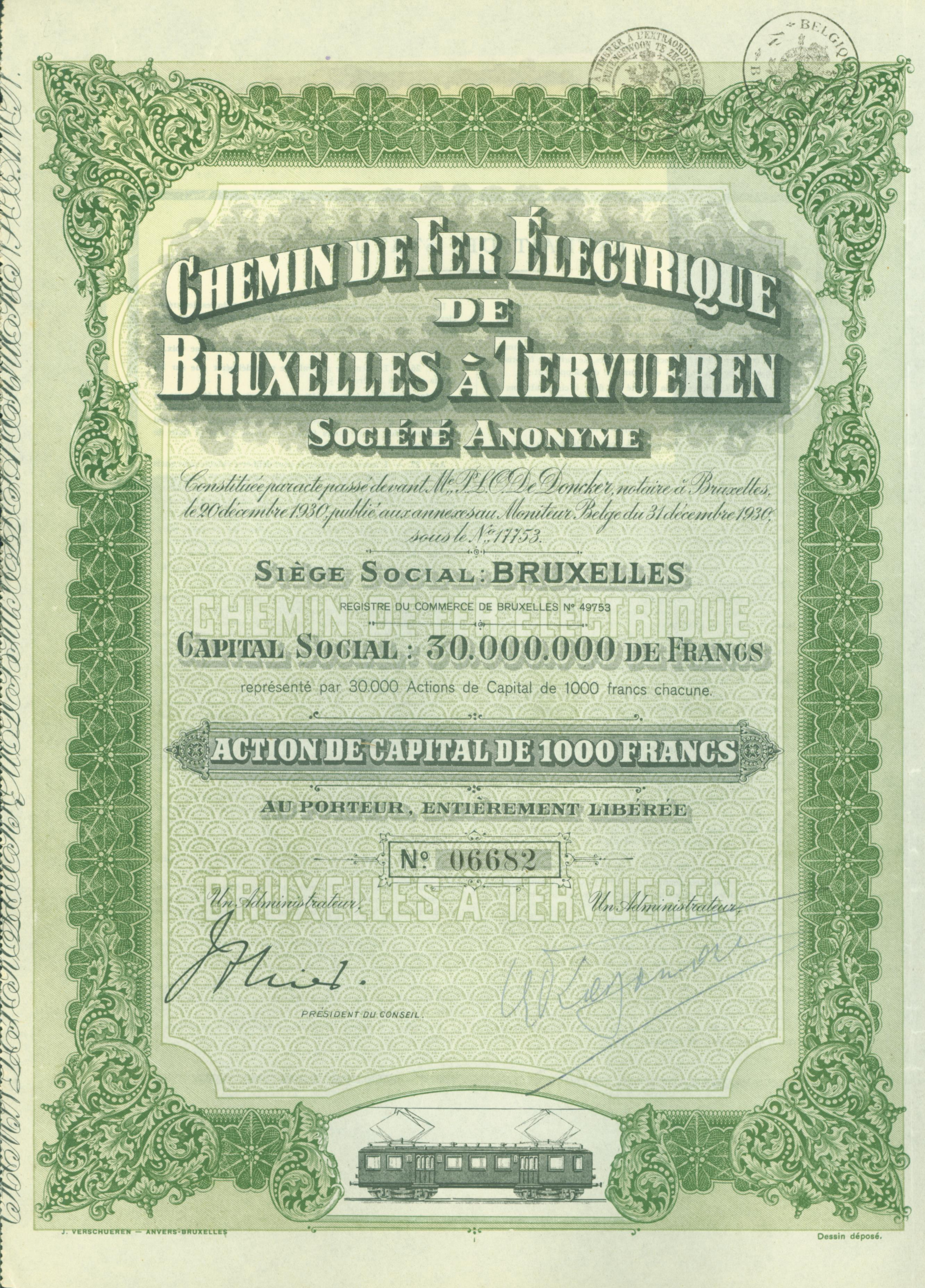
Action du Chemin de fer électrique de Bruxelles á Tervueren S. A. en date du 31 decembre 1930

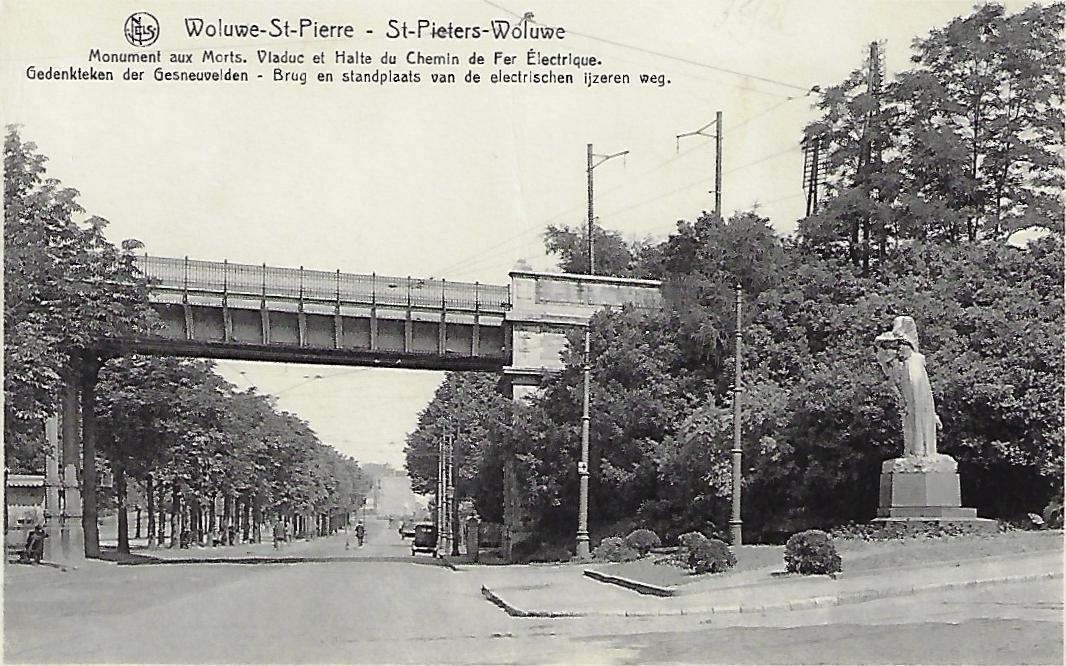
Pont du chemin de fer électrique à Woluwe-Saint-Pierre vers 1920

La Société du Chemin de fer électrique de Bruxelles-Tervueren a été créée le 20 décembre 1930, à la suite d'une convention établie le 15 juin 1929 entre l'État Belge et la société générale de chemins de fer économiques (Chemins de Fer Économiques s.a.) affiliée à Electrobel.
Le chemin de fer électrique est mis en service le 1er décembre 1931. L'exploitation cesse pour le trafic voyageur le 31 décembre 1958. La société BT est mise en liquidation en 1959. 
La ligne est exploitée par la SNCB jusqu'au 11 mars 1970, sous le nom de ligne 160. 
Cette ligne a été la première en voie normale à être électrifiée en Belgique et a servi à expérimenter la tension de 1 500 volts
Actuellement il subsiste la plateforme de la ligne qui subit plusieurs réutilisations :
- autoroute des Ardennes entre Etterbeek et Auderghem
- promenade pédestre entre Auderghem et Woluwe-Saint-Lambert
- ligne 39 du tramway de Bruxelles entre Stockel et Wezembeek-Oppem.

## La ligne
- Gare de Bruxelles-Luxembourg -  Etterbeek - Auderghem - Gare de Tervueren, (13 km), ouverture 1881-82

## Matériel roulant
- 5 automotrices à bogies[4]
- 5 remorques avec poste de conduite
- 2 remorques fourgons
- 1 locomotive électrique pour le service des marchandises

## Alimentation électrique
Le courant était distribué à la tension de 1 500 volts (courant continu) par une sous-station située à Woluwe-Saint-Pierre.